# Черхов
Черхов (чеш. Čerchov, нем. Schwarzkopf) — горная вершина в Чехии, высшая точка возвышенности Чешский лес. Высота 1042 м над уровнем моря. Расположена в двух километрах от нынешней чешско-германской границы.
В 1894 г. по предложению чешского педагога и общественного деятеля Вилема Курца (старшего) на горе была возведена деревянная смотровая башня высотой 17 м. В 1905 г. она была заменена 19-метровой каменной, названной Курцовой башней в память уже умершего Вилема Курца. В 1938 г. немецкая армия конфисковала башню у Клуба чешских туристов и переоборудовала под наблюдательный пункт. После Второй мировой войны башня также использовалась военными, и только в 1990 г. Клуб чешских туристов добился её возвращения, и сейчас доступ туристов в башню открыт ежедневно с 9 до 17 часов.